# No More Lonely Nights
No More Lonely Nights è un brano musicale di Paul McCartney, apparso sull'album e sul film Give My Regards to Broad Street (1984). Esistono ben tre versioni del brano: No More Lonely Nights (Ballad), No More Lonely Nights (Ballad reprise) e No More Lonely Nights (Playout version), oltre che svariati altri missaggi. Il brano venne pubblicato, a partire dal 24 settembre del medesimo anno, su diversi formati a 45 giri.

## Il brano
Su Give My Regards to Broad Street, il brano appare, come già detto, ben tre volte. La prima versione su CD, pubblicata contemporaneamente a quella su vinile, presenta sia tracce aggiuntive che versioni estese dei pezzi: infatti, la ballad passa da 4:50 a 5:14, e la playout version da 4:17 a 5:03; la reprise della prima, che sul 33 giri è una traccia isolata di soli 13 secondi, sul nuovo formato è stata unita in un medley con No Values, senza alterarne la lunghezza. Nella ristampa su CD del 1993, sono state aggiunte due bonus track, ambedue missaggi alternativi di No More Lonely Nights: l'extended version, di 8:01, e lo special dance mix, di 4:21.
In seguito, la canzone apparve sulle compilation All the Best! (1987), Wingspan: Hits and History (2001) e The McCartney Years (2011), oltre che su varie raccolte di successi e canzoni degli anni ottanta. Il critico musicale Stephen Thomas Erlewine di AllMusic, recensendo Give My Regards to Brad Street, ha criticato fortemente la colonna sonora, ma ha lodato particolarmente No More Lonely Nights, in particolar modo l'assolo di chitarra di Gilmour; Erlewine ha però preso di mira la presenza di ben cinque versioni della traccia sullo stesso LP.

## Il singolo
Trentaquattresimo SP di Paul McCartney, ci furono sette diverse pubblicazioni:
- originale 7": No More Lonely Nights (Ballad)/No More Lonely Nights (Playout Version), ma, in alcuni casi, le etichette dei vinili vennero stampate con un refuso
- seconda edizione 7": identica alla precedente, ma senza errori di ogni sorta
- primo 12": No More Lonely Nights (Extended version)/Silly Love Songs + No More Lonely Nights (Ballad); il lato A dura 8:10
- secondo 12": identico al precedente, ma stampato su un picture disc; venne pubblicato l'8 ottobre[3]

A questo punto, McCartney ascoltò un remix di Arthur Baker, che gli piacque al tal punto che fece cancellare le quattro versioni già pubblicate, e le rimpiazzò con questo nuovo mixaggio:
- terzo 7": No More Lonely Nights (Ballad)/No More Lonely Nights (Arthur Baker's Dance mix)
- terzo 12": No More Lonely Nights (Extended Dance Mix)/Silly Love Songs + No More Lonely Nights (Ballad)
- quarto 12": in un'edizio limitata di 300 copie per soli DJ, è l'edizione dell'SP maggiormente rara, e comprende un solo lato inciso, contenente No More Lonely Nights (Mole Mix)[3]

Questi ultimi tre 45 giri vennero tutti pubblicati il 29 ottobre.
Le fotografie dei 7" e di tutti i 12" eccetto il picture disc sono state scattate da David Dagley; mentre sul primo formato appare Paul seduto su una panchina, sull'altro una band in un concerto. Il picture disc ha, al lato A, la foto della copertina di tutti gli altri formati, mentre, sul lato B, uno scatto, sempre del gruppo live, ad opera di Terry O'Neil.
Ci furono anche due differenti versioni del videoclip: il primo è stato ripreso il 10 aprile all'Old Justice Pub, mentre un secondo, per promuovere la Dance Version, è stato girato all'Ippodromo di Londra, e vi appare Jeffrey Daniels.
Il brano entrò nelle classifiche del Regno Unito due settimane dopo la sua pubblicazione, e salì fino alla seconda posizione. Un successo leggermente minore lo ebbe negli States, dove comunque arrivo alla sesta posizione di Billboard Hot 100, alla sedicesima di Mainstream Rock Songs ed alla seconda dell'Adult contemporary music.

## Formazione

### BalladeBallad reprise
- Paul McCartney: voce, pianoforte
- David Gilmour: chitarra
- Herbie Flowers: basso elettrico
- Ann Dudley: sintetizzatore
- Stuart Elliott: batteria
- Linda McCartney: cori
- Eric Stewart: cori[2]

### Playout version
- Paul McCartney: voce, strumenti
- Linda McCartney: cori
- Eric Stewart: cori[2]

## Cover
- Harry Holland & Dieter Reith - 1985
- Paul Mauriat - 1985
- The Merrymakers - 9 ottobre 2001
- Chuck Wicks - 21 novembre 2011[7]
- The Airborne Toxic Event nel 2014 sul tribute album The Art of McCartney.